# Pier van Brakel
Pier van Brakel (1933 – Kaageiland, 20 februari 2022) was een Nederlands acteur, zowel op toneel als in films.
In de jaren zestig was hij vooral docent bij allerlei opleidingen: Akademie van expressie door woord en gebaar (waar hij zelf zijn opleiding genoot), Sociale Academie (Rotterdam), toneelleraar in Amersfoort, rijkskweekschool in Apeldoorn etc. In 1965 richtte hij nog het Nederlands Recreatie Theater op; geen toneelgezelschap, maar een gezelschap dat per uitvoering uit diverse personen werd samengesteld (recreatief toneel). Optredens vonden overal en nergens plaats. Rond die tijd ging hij ook het land door onder BRA en verzorgde cabaret. In het seizoen 1960/1961 was hij lid van Lurelei met voorstelling Niet sexpres (periode Jasperina de Jong, Käthe Schatborn, Eric Herfst, Ben Rowold, Kees Bergman) 
Van Brakel was voornamelijk bekend vanwege de vele bijrollen die hij vervulde in series en televisiefilms op de Nederlandse televisie, zowel bij de publieke omroep als bij de commerciële omroepen. Hij was ook te zien in reclamespotjes en regisseerde ook wel eens.
Van Brakel, die omdat hij er circa veertig jaar woonde, plaatselijk bekend werd onder de naam opaatje Pier, kwam om tijdens een uitslaande brand op Kaageiland. Hij werd eerst als vermist opgegeven, maar een zoektocht op 21 februari met een speurhond leidde naar zijn levenloze lichaam. Hij werd 88 jaar. Hij was enige tijd getrouwd met Nouchka van Brakel.
Hij was onder meer te zien in:
- Medisch Centrum West (1994, aflevering Het misverstand, rol van een journalist)
- Spangen (1999, aflevering Angst)
- de serie Iris (1992, rol Sacco van Gent) regie Nouchka van Brakel
- De Legende van de Bokkerijders (1994)
- Baantjer
- Advocaat van de hanen
- Fort Alpha
- Moordvrouw (rol Gert Wesseling)